# Хьюитт, Билл
Уильям Северлин «Билл» Хьюитт (англ. William Severlyn "Bill" Hewitt; родился 8 августа 1944 года, Кембридж, штат Массачусетс) — американский профессиональный баскетболист.

## Карьера игрока
Играл на позиции тяжёлого форварда. Учился в Колледже Сан-Антонио и Университете Южной Калифорнии, в 1968 году был выбран на драфте НБА под 11-м номером командой «Лос-Анджелес Лейкерс». Позже выступал за команды «Детройт Пистонс», «Баффало Брейвз» и «Чикаго Буллз». Всего в НБА провёл 6 сезонов. Включался в 1-ю сборную новичков НБА (1969). Всего за карьеру в НБА сыграл 361 игру, в которых набрал 2062 очка (в среднем 5,7 за игру), сделал 1994 подбора, 469 передач, 9 перехватов и 10 блок-шотов.

## Статистика

### Статистика в НБА
| Сезон                                                                                    | Команда | Регулярный сезон | Регулярный сезон | Регулярный сезон | Регулярный сезон | Регулярный сезон | Регулярный сезон | Регулярный сезон | Регулярный сезон | Регулярный сезон | Регулярный сезон | Регулярный сезон | Серия плей-офф | Серия плей-офф | Серия плей-офф | Серия плей-офф | Серия плей-офф | Серия плей-офф | Серия плей-офф | Серия плей-офф | Серия плей-офф | Серия плей-офф | Серия плей-офф |
| Сезон                                                                                    | Команда | GP               | GS               | MPG              | FG%              | 3P%              | FT%              | RPG              | APG              | SPG              | BPG              | PPG              | GP             | GS             | MPG            | FG%            | 3P%            | FT%            | RPG            | APG            | SPG            | BPG            | PPG            |
| ---------------------------------------------------------------------------------------- | ------- | ---------------- | ---------------- | ---------------- | ---------------- | ---------------- | ---------------- | ---------------- | ---------------- | ---------------- | ---------------- | ---------------- | -------------- | -------------- | -------------- | -------------- | -------------- | -------------- | -------------- | -------------- | -------------- | -------------- | -------------- |
| 1968/69                                                                                  | Лейкерс | 75               |                  | 19,4             | 45,3             |                  | 57,5             | 4,4              | 1,0              |                  |                  | 7,2              | 15             |                | 27,5           | 40,4           |                | 62,1           | 5,2            | 1,1            |                |                | 9,3            |
| 1969/70                                                                                  | Лейкерс | 20               |                  | 23,9             | 28,4             |                  | 51,6             | 7,1              | 1,4              |                  |                  | 3,3              | Не участвовал  | Не участвовал  | Не участвовал  | Не участвовал  | Не участвовал  | Не участвовал  | Не участвовал  | Не участвовал  | Не участвовал  | Не участвовал  | Не участвовал  |
| 1969/70                                                                                  | Детройт | 45               |                  | 17,8             | 40,5             |                  | 60,3             | 4,7              | 0,8              |                  |                  | 4,6              | Не участвовал  | Не участвовал  | Не участвовал  | Не участвовал  | Не участвовал  | Не участвовал  | Не участвовал  | Не участвовал  | Не участвовал  | Не участвовал  | Не участвовал  |
| 1970/71                                                                                  | Детройт | 62               |                  | 27,8             | 46,7             |                  | 57,5             | 7,3              | 2,0              |                  |                  | 7,7              | Не участвовал  | Не участвовал  | Не участвовал  | Не участвовал  | Не участвовал  | Не участвовал  | Не участвовал  | Не участвовал  | Не участвовал  | Не участвовал  | Не участвовал  |
| 1971/72                                                                                  | Детройт | 68               |                  | 17,7             | 47,3             |                  | 50,0             | 5,4              | 1,0              |                  |                  | 4,5              | Не участвовал  | Не участвовал  | Не участвовал  | Не участвовал  | Не участвовал  | Не участвовал  | Не участвовал  | Не участвовал  | Не участвовал  | Не участвовал  | Не участвовал  |
| 1972/73                                                                                  | Баффало | 73               |                  | 18,2             | 41,8             |                  | 55,4             | 5,0              | 1,5              |                  |                  | 4,7              | Не участвовал  | Не участвовал  | Не участвовал  | Не участвовал  | Не участвовал  | Не участвовал  | Не участвовал  | Не участвовал  | Не участвовал  | Не участвовал  | Не участвовал  |
| 1974/75                                                                                  | Чикаго  | 18               |                  | 25,9             | 43,4             |                  | 60,9             | 6,4              | 1,3              | 0,5              | 0,6              | 7,0              | Не участвовал  | Не участвовал  | Не участвовал  | Не участвовал  | Не участвовал  | Не участвовал  | Не участвовал  | Не участвовал  | Не участвовал  | Не участвовал  | Не участвовал  |
|                                                                                          | Всего   | 361              |                  | 20,7             | 43,9             |                  | 56,1             | 5,5              | 1,3              | 0,5              | 0,6              | 5,7              | 15             |                | 27,5           | 40,4           |                | 62,1           | 5,2            | 1,1            |                |                | 9,3            |
| Наведите курсор мыши на аббревиатуры в заголовке таблицы, чтобы прочесть их расшифровку. |         |                  |                  |                  |                  |                  |                  |                  |                  |                  |                  |                  |                |                |                |                |                |                |                |                |                |                |                |